# Tarasivka, Kroleveț
Tarasivka (în ucraineană Тарасівка) este un sat în comuna Hruzke din raionul Kroleveț, regiunea Sumî, Ucraina.

## Demografie
Componența lingvistică a localității Tarasivka
     Ucraineană (100%)
Conform recensământului din 2001, toată populația localității Tarasivka era vorbitoare de ucraineană (100%).